# Joseph Xaupi
Joseph Xaupi (ou Xaupy; en catalan : Josep Xaupi i Maris), né le 6 mars 1688 à Perpignan et mort le 7 décembre 1778 à Paris, est un ecclésiastique, homme de lettres et érudit français.  

## Biographie
Joseph Xaupi est le fils de François Xaupi, médecin, devenu bourgeois honoré de Perpignan en 1699, et de Catherine Maris. Le grand-père paternel de l'abbé Xaupi, prénommé Joseph, qui nourrit des prétentions nobiliaires, considère cette union comme une mésalliance et tentera en vain de s'y opposer.  
Sa famille est aisée et a ses entrées dans la bonne société roussillonnaises ainsi qu'à Paris.  
Son père a hérité de nombreux bien immobiliers tant à Perpignan qu'à Estagel où se trouve le « château de Jau » qui est en fait une ancienne grange de l'Abbaye Sainte-Marie de Jau. En possession de ce « pseudo fief » acquis par leur trisaïeul, Miquel, pagès de son état (propriétaire exploitant agricole), les Xaupi se targuent depuis quelques générations du titre usurpé de « baron de jau ». 
Comme son frère Bonaventure, curé contesté de Saint-Laurent de Cerdans en 1716 , Joseph Xaupi avait fait ses études au Séminaire de Saint-Sulpice.   
Il avait ensuite acquis le titre de docteur en théologie de la Sorbonne en 1705.   
Peu après, il avait été nommé abbé commendataire de l'Abbaye Sainte-Marie de Jau, qui produisait alors de sept cents à six cents livres de revenus annuels, alors même qu'il n'avait pas encore été ordonné prêtre.  
Il obtient en 1724 un brevet royal pour la première place vacante à pourvoir au Chapitre de la Cathédrale Saint-Jean-Baptiste de Perpignan. Cette faveur du roi  empiète sur les prérogatives du clergé local qui tente donc de s'y opposer. Dans cette polémique, Joseph Xaupi fait preuve d'une opiniâtreté peu commune dont il fera plus tard encore la démonstration dans l'affaire dite de la noblesse des bourgeois honorés de Perpignan. 
L'abbé Joseph Xaupi prend fait et cause jusqu'à son dernier souffle pour les bourgeois honorés dans le conflit qui les opposera au corps de la noblesse du Roussillon de 1738 à 1789 laquelle est alors représentée et défendue par une autre forte personnalité locale, le doyen de la faculté de droit de Perpignan et Bâtonnier de l'Ordre des Avocats, François de Fossa. Les deux partis par leur intermédiaire s'échangeront de nombreux mémoires auxquels ils donnent alors une grande publicité. Parmi les ouvrages de l'abbé Joseph Xaupi on cite généralement les Recherches Historiques sur la noblesse des citoyens honorés de Perpignan et de Barcelone publié à Paris en 1763. Mais plusieurs autres publications sont à mettre à son actif. Il est en particulier le principal auteur d'un grand in-folio imprimé à Perpignan en 1742 qu'il désavouera par la suite. 
Doyen de la faculté de théologie de Paris en 1724, l’abbé Xaupi était aussi l'un des « beaux esprits » de son temps. Il était membre et coopérateur de la « Paroisse » de Marie Anne Doublet de Persan, fille du fermier général François Legendre. 
Il avait beaucoup travaillé aux nouvelles à la main qui ont fait la base des Mémoires secrets de Bachaumont qui rapportent qu’« il était, comme beaucoup de ses confrères, croyant peu à ce qu’il enseignait, mais obligé de garder l’extérieur ; il avait pris parti pour le jansénisme, et s’était fait des querelles très vives avec son corps, qui lui avait fait interdire ses assemblées ». Brissot de Warville a dit de lui : « le vieil abbé Xaupi, homme d’esprit, qui ne croyait à rien, et s’était fait janséniste pour être quelque chose. »
Il montait en carrosse lorsqu’il se cassa la cuisse en tombant et il mourut des suites de cet accident.

## Œuvre littéraire
- Oraison funèbre de Louis XIV (1746, in-4°) ;
- Dissertation sur l’Église de St. André (Bordeaux, 1751, in-4°)
- Dissertation sur le prétendu épiscopat de Gabriel de Grammont en 1629
- Requête au roi et mémoire des citoyens nobles de la très fidèles ville de Perpignan. Pour prouver qu'ils sont et ont toujours été membre du corps de la noblesse. Perpignan. Jean-Baptiste Reynier. 1742. in-folio.
- Recherches historiques sur la noblesse des citoyens honorés de Perpignan et de Barcelone, (1763, in-12).